# Дорошкевич, Александр Константинович
Алекса́ндр Константи́нович Дорошке́вич (15 (27) сентября 1889, Бронницы, Московской губернии — 1 апреля 1946, Киев, УССР) — украинский советский литературовед, критик, педагог, профессор, доктор филологических наук (1946). Один из ведущих литературных критиков 1920-х годов. Автор учебников по истории украинской литературы.

## Биография
В 1913 окончил Киевский университет св. Владимира, с 1921 — профессор этого университета.
В 1917—1919 редактировал журналы «Свободная украинская школа», «Життя й революція» (1925—1927), в 1926—1930 возглавлял Киевский филиал НИИ Тараса Шевченко. В период фактического редактирования журнала «Життя й революція» профессором А. К. Дорошкевичем, журнал превратился в групповой орган украинских неоклассиков (Н. Зеров, М. Рыльский, П. Филипович, М. Лебидь и др.), поддерживавших М. Хвылевого в литературной дискуссии о путях развития украинской литературы, в результате чего редакция была реорганизована и журнал превращен во внегрупповой орган советских писателей.
В середине 1930-х годов был выслан с Украины на Урал, для работы в одном из педагогических институтов.
С 1943 — заведующий отделом украинской литературы XIX века Института литературы им. Т. Г. Шевченко АН УССР и кафедры украинской литературы Киевского университета.

## Литературная и научная деятельность
Изучал творчество классиков украинской литературы (И. Котляревского, Т. Шевченко, П. Кулиша, Марка Вовчка, И. Карпенко-Kaporo, И. Франко, М. Коцюбинского, B. Самийленко, М. Рыльского, В. Сосюры, И. Сенченко, А. Копыленко и др.).
Автор книги «Етюди з шевченкознавства» («Этюды по шевченковедения», 1930), ряда статей, в которых обращал внимание на значение общественно-политических движений в формировании мировоззрения Т. Шевченко («Тарас Шевченко і український літературний рух», 1944), рассматривал проблему единения украинского поэта с деятелями русской революционной демократии («Шевченко в соціалістичному оточенні», 1924; «К вопросу о влиянии Герцена на Т. Шевченко», 1928), отслеживал отдельные мотивы творчества поэта («Кріпацтво в творах Шевченка», 1911; «Природа в поэзии Шевченко», 1921), поднимал вопрос о значении художественного наследия Кобзаря («Шевченко і наступні літературні генерації», 1926), о его месте в кругу славянских писателей («Шевченко і слов’янський світ», 1945), о научном издании его поэтических произведений («Принципы организации текста Шевченковской поэзии», 1932), суммировал достижения шевченковедения «Современное состояние шевченковедения», 1930).
Исследовал также украинско-русские литературные связи («Украинская сюжеты в современной русской прозе», 1924; «Чернышевский и украинское литературно-общественное движение», 1928; «М. Горький и украинская литература», 1932; «А. П. Чехов и украинская литература»; 1944 , «Украина в жизни и творчестве Лескова», 1945).
Написал учебник «Українська література», выдержавший пять изданий (1922—1931), пособие по методике преподавания литературы. Составил «Хрестоматію по історії української літератури» (1918, второе изд.— 1920).
Участвовал в подготовке изданий произведений И. Котляревского, Т. Шевченко, П. Кулиша, Марка Вовчка, И. Карпенко-Карого.

## Основные работы
- Опыт методического построения урока словесности. К., 1917;
- Українська література в школі. К., 1921;
- Українська культура в двох столицях Росії. К., 1945;
- Реалізм і народність української літератури XIX ст. К., 1986.
- «Ідеологічні постаті в українській літературі після Шевченка» (1923)
- Критичні замітки про «Преніе Панагіота съ Азимитомъ» (1923)
- Шевченко — деякі проблеми з шевченкознавства (Рад. Освіта, 1923)
- Шевченко в соціалістичному оточенні (Шевч. з6., І, 1924)
- З Кулішевого архіву (1924)
- Шевченеко і петрашевці в 1840 рр." (Шевченко та його доба, з6. ІІ, 1926)
- Нові матеріали про Щоголева (1926)
- Драгоманов в українській критиці (1926)
- Куліш на засланні (в с6. «Пантелеймон Куліш», К., 1927)
- Куліш і Милорадовичівна (К, 1927)
- До питання про вплив Герцена на Шевченка (К, 1928)
- Чернишевський та український літературно-громадський рух (Вісті ВУАН, І928, № 1-3)
- Етюди з Шевченкознанства (Х., 1930)
- Максим Горький та українська література (1932, кн. 10).

Был также редактором сборника статей «Коцюбинський», Т. І (Х.-К., 1931).